# Economia de transició
L'economia de transició o economia en transició és la denominació d'aquells sistemes econòmics que pretenen fer el pas d'una economia centralitzada (capitalisme d'estat) a una economia de mercat (capitalisme descentralitzat).

## Antigues repúbliques de la URSS, països de l'Est i Xina
El procés històric més conegut és l'iniciat en les antigues economies planificades de l'antiga URSS, Europa de l'Est i la República Popular de la Xina, entre d'altres, cap a la dècada dels 80 i 90 pel conjunt de reformes econòmiques i polítiques conegudes com a perestroika i Glàsnost en l'antiga Unió de Repúbliques Socialistes Soviètiques, amb Mikhaïl Gorbatxov com a president, o com a socialisme amb característiques xineses a la Xina, a partir de 1978, sota el govern de Deng Xiaoping, i que va tenir conseqüències similars en altres antigues economies planificades d'Estats satèl·lits.
Aquest procés posaria fi en aquests estats al seu anterior sistema basat en la propietat estatal dels mitjans de producció, el monopoli del comerç exterior i els plans quinquennals, donant lloc a les polítiques de privatització i a la introducció i extensió de la propietat privada en diversos sectors de l'economia, que caracteritzaran al posterior període post-comunista. El nivell d'aplicació o continuïtat d'aquestes mesures ha estat variable de país a país.

## Països subdesenvolupats i països en vies de desenvolupament
A vegades també s'utilitza el terme per a països amb economies capitalistes subdesenvolupades que pretenen convertir-se en economies en vies de desenvolupament, emergents o desenvolupades.